# 辻中伸次
辻中 伸次（つじなか しんじ、1971年 - ）は、日本のテレビカメラマン。

## 人物
奈良県奈良市出身。東京都にある撮影技術会社に在職中。
日本・世界各国を巡り、海外ドキュメンタリー、冒険・探検・旅の同行取材、ドキュメント、自然番組等を、撮影するカメラマンである。

## 参加作品
- 日本テレビ
  - 『五木寛之スペシャル 〜歌は国境を越えて〜』 第30回ギャラクシー賞 奨励賞（1992年）
- テレビ朝日
  - 『京都1200年物語』（1994年）

## 主な作品
- NHK
  - BSスペシャル 『アメリカントレッキング紀行 〜風と森と歴史の道 アパラチアン・トレイル〜』 - 2002年10月9日
  - ETV特集 『新“科楽”教育のススメ（科学の面白さはどうやって伝えられるのか）』 - 2005年4月9日
  - にんげんドキュメント 『科学は“科楽”だ! 〜実験先生・米村でんじろう〜』 - 2005年7月29日
  - BSアニメ夜話スペシャル 『とことん!あしたのジョー 証言ドキュメント ジョーを創った男たち』 - 2007年3月28日
  - BS-hiプレミアム8〈自然〉ワイルドライフ 『免許皆伝!沖縄 サンゴの海 魚の楽園に迫る』- 2010年9月13日
  - ぐるっと長靴4000キロ 〜イタリア半島 港町巡り（前・後編）〜（2011年1月5日・6日 NHK-BSハイビジョン）
  - ぐるっと北欧5000キロ 〜スカンディナビア半島・港町巡り（前・後編）〜（2011年7月26日・27日 NHK BSプレミアム）
  - ぐるっとイギリス3500キロ 〜 王国つなぐ貴族の心（前編）〜（2012年5月30日 NHK BSプレミアム）
  - ぐるっとイギリス3500キロ 〜 連合王国の悲しみと希望（後編）〜（2012年5月31日NHK BSプレミアム）
  - ぐるっとマレー半島5200キロ 〜 海のシルクロードをゆく（2013年4月28日・5月5日NHK BSプレミアム）
  - ぐるっとインドシナ半島3000キロ 〜 豊かさと悲しみの大地をゆく〜（2013年8月8日・8月15日NHK BSプレミアム）
  - ぐるっと黒海4000キロ 〜 アジアと欧州の交差点を行く〜（2014年1月17日・1月25日NHK BSプレミアム）
  - 世界で一番美しい瞬間（とき）「星降る村“天の川”輝く瞬間 ニュージーランド・テカポ」（2014年5月8日NHK BSプレミアム）
  - ぐるっとブラジル6000キロ〜熱狂の楽園を行く〜（2014年6月7日・10日NHK BSプレミアム）
  - 世界で一番美しい瞬間（とき）「満月に祈りの灯をともすとき〜ミャンマー・バガン」（2014年12月4日NHK BSプレミアム）
  - ぐるっと地中海4000キロ 衝突と融合の海を行く〜（2015年1月17日・24日NHK BSプレミアム）
  - 世界で一番美しい瞬間（とき）「摩天楼に花火がきらめくとき 中国・香港」2015年7月15日NHK BSプレミアム）
  - 世界で一番美しい瞬間（とき）「コットンが大地を純白に染めるとき アメリカ・ミシシッピ」2016年1月20日 NHK BSプレミアム）
  - 世界で一番美しい瞬間（とき）「天空に光の華が咲き乱れるとき アイスランド・レイキャビク」2016年2月17日NHK BSプレミアム）
- 日本テレビ
  - 日本テレビ開局55年記念番組 『中田英寿 僕が見た、この地球。 〜旅、ときどきサッカー〜』 - 2008年6月2日
- 毎日放送
  - 情熱大陸
    - 『漁労長・明神学武』 - 2006年5月21日
    - 『クライマー・山野井泰史』 - 2006年6月11日
- BS-TBS
  - 超・人ビルトゥオーソ
    - 『夢の途中』〜ジャグラー／矢部亮〜 - 2005年12月11日
    - 『21世紀農家』〜有機農家／金子美登〜 - 2008年9月14日
- フジテレビ
  - 『グレートジャーニー 〜人類5万キロの旅〜 1 - 8』 1995年 - 2002年
  - 『新グレートジャーニー 〜日本人の来た道〜』 - 2006年8月12日
  - フジテレビ・文化放送 (韓国)共同制作 ザ・ノンフィクション『400年目の里帰り』 - 2012年8月12日
- テレビ朝日
  - 素敵な宇宙船地球号
    - 『孤独の鳥カッコウ 〜生き残りをかけた進化〜』 - 2001年8月26日
    - 『ブナの森よ、永遠に・・・ 〜信州・カヤの平の四季〜』 - 2001年12月23日
    - 『よみがえれ!かけがえのない大自然 〜東洋のガラパゴス小笠原の挑戦〜』 - 2002年11月3日
    - 『フェアトレード 〜インドの環境を守る新戦略〜』 - 2003年9月21日
    - 『北の大地の守り神 〜シマフクロウが羽ばたく時〜』 - 2003年12月21日
- テレビ東京
  - ドキュメンタリー人間劇場『もう一度逢いたい! 〜銃下のアルバニア単独行〜』 - 1997年12月24日
  - 『リヤカーマンのでっかい地球！大冒険 〜アマゾン発！地球一周40000キロに挑む〜』 - 2006年11月23日[1]
  - 『リヤカーマンのでっかい地球！大冒険2 〜南米死の砂漠アタカマ横断1000キロ アンデス山脈5000m越え〜』 - 2008年2月17日[2]
  - テレビ東京開局45周年記念番組 『封印された三蔵法師の謎 〜シルクロード30,000キロに挑んだ男〜』 - 2010年9月23日[3]

## 受賞作品
- テレビ朝日系『素敵な宇宙船地球号』「孤独の鳥カッコウ 〜生き残りをかけた進化〜」 - 2001年8月26日放送
  - アジア・テレビジョン・アワード の Asian Television Awards 2002 Best Wildlife Programme において優秀賞を受賞。
  - 第43回 科学技術映像祭において 文部科学大臣賞を受賞。
- グレートジャーニー 1 - 8
  - フジテレビ系にて8回シリーズ化し、放送されたドキュメンタリー番組。
  - 探検家関野吉晴が人類の足跡を、南アメリカ・チリ・ナバリーノ島からタンザニア・ラエトリまで逆ルートから遡り、化石燃料を使わず人力、もしくは自らが操縦出来るもの（徒歩、自転車、カヤック、馬、犬ぞり等）で走破する様子や、人々との生活を撮影した番組。
  - 全日本テレビ番組製作社連盟（ATP）第19回 ATP賞2002年において特別賞を受賞。
- ぐるっと長靴4000キロ 〜イタリア半島 港町巡り（前・後編）〜（2011年1月5日・6日、NHK-BSハイビジョン）
  - NHK放送総局長特賞を受賞。

## DVD
- グレートジャーニー 1（2000年）
- グレートジャーニー 2（2000年）
- グレートジャーニー 3（2000年）
- グレートジャーニー 4（2000年）
- グレートジャーニー 5（2000年）
- グレートジャーニー 6（2000年）
- グレートジャーニー 7（2002年）
- グレートジャーニー 8（2002年）
- グレートジャーニー Earth Calling 地球からのメッセージ 1（2002年）
- グレートジャーニー Earth Calling 地球からのメッセージ 2（2002年）
- グレートジャーニー Earth Calling 地球からのメッセージ 3（2002年）
- 中田英寿 僕が見た、この地球。旅、ときどきサッカー（2008年）[4]
- イタリア半島 港町巡り ぐるっと長靴4000キロ（前編）（2011年）
- イタリア半島 港町巡り ぐるっと長靴4000キロ（後編）（2011年）
- 新グレートジャーニー 日本人の来た道 北方ルート、南方ルート、海上ルート（2013年）